# ABN AMRO World Tennis Tournament 2019
ABN AMRO World Tennis Tournament 2019 byl tenisový turnaj pořádaný jako součást mužského okruhu ATP Tour, který se odehrával v aréně Ahoy Rotterdam na krytých dvorcích s tvrdým povrchem GreenSet. Konal se mezi 11. až 17. únorem 2019 v nizozemském Rotterdamu jako čtyřicátý sedmý ročník turnaje.
Turnaj s rozpočtem 2 098 480 eur patřil do kategorie ATP Tour 500. Nejvýše nasazeným hráčem ve dvouhře se stal sedmý tenista světa Kei Nišikori z Japonska, jenž dohrál v semifinále na raketě Wawrinky. Jako poslední přímý účastník hlavní singlové soutěže nastoupil 53. hráč žebříčku Kazach Michail Kukuškin.
Osmý singlový titul na okruhu ATP Tour a druhý v kategorii ATP 500 vybojoval 32letý Francouz Gaël Monfils. Premiérovou společnou trofej ze čtyřhry ATP si odvezl francouzsko-finský pár Jérémy Chardy a Henri Kontinen.
Na programu byly také soutěže dvouhry a čtyřhry vozíčkářů, turnaje kategorie ITF 1 okruhu UNIQLO Tour. V singlu triumfoval Francouz Stéphane Houdet, jenž získal i deblovou trofej v páru  s krajanem Nicolasem Peiferem.

## Distribuce bodů a finančních odměn

### Distribuce bodů
| Soutěž  | vítězové | finalisté | semifinalisté | čtvrtfinalisté | 16 v kole | 32 v kole | Q  | Q2 | Q1 |
| ------- | -------- | --------- | ------------- | -------------- | --------- | --------- | -- | -- | -- |
| dvouhra | 500      | 300       | 180           | 90             | 45        | 0         | 20 | 10 | 0  |
| čtyřhra | 500      | 300       | 180           | 90             | 0         | —         | —  | —  | —  |

### Finanční odměny
| Soutěž                                      | vítězové | finalisté | semifinalisté | čtvrtfinalisté | 16 v kole | 32 v kole | Q2     | Q1     |
| ------------------------------------------- | -------- | --------- | ------------- | -------------- | --------- | --------- | ------ | ------ |
| dvouhra                                     | €405 030 | €203 420  | €102 635      | €53 940        | €26 960   | €14 915   | €5 735 | €2 870 |
| čtyřhra                                     | €127 270 | €62 300   | €31 250       | €16 030        | €8 280    | —         | —      | —      |
| částka v deblových soutěžích uváděna na pár |          |           |               |                |           |           |        |        |

## Mužská dvouhra

### Nasazení
| Stát                           | Hráč                  | ATP | Nasazení |
| ------------------------------ | --------------------- | --- | -------- |
| Japonsko                       | Kei Nišikori          | 7.  | 1.       |
| Rusko                          | Karen Chačanov        | 11. | 2.       |
| Řecko                          | Stefanos Tsitsipas    | 12. | 3.       |
| Kanada                         | Milos Raonic          | 14. | 4.       |
| Rusko                          | Daniil Medveděv       | 16. | 5.       |
| Francie                        | Lucas Pouille         | 17. | 6.       |
| Španělsko                      | Roberto Bautista Agut | 18. | 7.       |
| Belgie                         | David Goffin          | 21. | 8.       |
| Gruzie                         | Nikoloz Basilašvili   | 22. | 9.       |
| Kanada                         | Denis Shapovalov      | 25. | 10.      |
| Žebříček ATP ke 4. únoru 2019. |                       |     |          |

### Jiné formy účasti
Následující hráči obdrželi divokou kartu do hlavní soutěže:
- Tomáš Berdych
- Tallon Griekspoor
- Stan Wawrinka

Následující hráč nastoupil pod žebříčkovou ochranou:
- Jo-Wilfried Tsonga

Následující hráč obdržel do hlavní soutěže zvláštní výjimku:
- Pierre-Hugues Herbert

Následující hráči postoupili z kvalifikace:
- Thomas Fabbiano
- Peter Gojowczyk
- Gilles Simon
- Franko Škugor

Následující hráči postoupili z kvalifikace jako tzv. šťastní poražení:
- Marius Copil
- Ernests Gulbis

### Odhlášení
před zahájením turnaje
- Roberto Bautista Agut → nahradil jej  Marius Copil
- Marin Čilić → nahradil jej  Michail Kukuškin
- Grigor Dimitrov → nahradil jej  Martin Kližan
- Kyle Edmund → nahradil jej  Jérémy Chardy
- Richard Gasquet → nahradil jej  Matthew Ebden
- Nick Kyrgios → nahradil jej  Robin Haase
- Lucas Pouille → rnahradil jej  Ernests Gulbis
- Alexander Zverev → nahradil jej  Damir Džumhur

## Mužská čtyřhra

### Nasazení
| Stát                                                                                   | Hráč              | Stát        | Hráč          | ATP | Nasazení |
| -------------------------------------------------------------------------------------- | ----------------- | ----------- | ------------- | --- | -------- |
| Rakousko                                                                               | Oliver Marach     | Chorvatsko  | Mate Pavić    | 15. | 1.       |
| Polsko                                                                                 | Łukasz Kubot      | Brazílie    | Marcelo Melo  | 21. | 2.       |
| Jižní Afrika                                                                           | Raven Klaasen     | Nový Zéland | Michael Venus | 26. | 3.       |
| Španělsko                                                                              | Marcel Granollers | Chorvatsko  | Nikola Mektić | 43. | 4.       |
| Žebříček ATP ke 4. únoru 2019; číslo je součtem žebříčkového postavení obou členů páru |                   |             |               |     |          |

### Jiné formy účasti
Následující páry obdržely divokou kartu do hlavní soutěže:
- Robin Haase /  Matwé Middelkoop
- Wesley Koolhof /  Jürgen Melzer

Následující pár postoupil z kvalifikace:
- Sander Arends /  David Pel

Následující páry postoupily z kvalifikace jako tzv. šťastné poražené:
- Nikoloz Basilašvili /  Matthew Ebden
- Austin Krajicek /  Artem Sitak

### Odhlášení
před zahájením turnaje
- Karen Chačanov
- Lucas Pouille

v průběhu turnaje
- Philipp Kohlschreiber

## Přehled finále

### Mužská dvouhra
- Gaël Monfils vs.  Stan Wawrinka, 6–3, 1–6, 6–2

### Mužská čtyřhra
- Jérémy Chardy /  Henri Kontinen vs.  Jean-Julien Rojer /  Horia Tecău, 7–6(7–5), 7–6(7–4)